# Euphyllodromia jugata
Euphyllodromia jugata är en kackerlacksart som beskrevs av Rehn, J. A. G. 1928. Euphyllodromia jugata ingår i släktet Euphyllodromia och familjen småkackerlackor.
Artens utbredningsområde är Bolivia. Inga underarter finns listade i Catalogue of Life.